# Cushman & Wakefield
Cushman & Wakefield este o companie de consultanță imobiliară americană înființată în anul 1917.
Este cea mai mare companie cu capital privat din lume în domeniul imobiliar.
Compania are 15.000 de angajați, în 221 filiale din 58 de țări.

## Cushman & Wakefield în România
Biroul din România a fost deschis în ianuarie 2007 prin preluarea biroului asociat Activ Consulting, cu care colabora de peste 11 ani, devenind astfel Cushman & Wakefield Activ Consulting.
Este unul din cei mai importanți jucători din piața de consultanță imobiliară din România, cu o cifră de afaceri 5,4 milioane de euro în 2008.
Cifra de afaceri în 2009: 3,5 milioane euro